# Sérgio Vilarigues
Sérgio Vilarigues (Viseu, 23 de dezembro de 1914 – Lisboa, 8 de fevereiro de 2007) foi um destacado político e dirigente do Partido Comunista Português, assim como um dos prisioneiros do Campo de Concentração do Tarrafal.

## Biografia

### Juventude
Sérgio Vilarigues nasceu em Routar, Torredeita, no distrito de Viseu, a 23 de dezembro de 1914. Com 12 anos, começa a trabalhar como aprendiz de caixeiro, mudando-se para Lisboa dois anos depois. Aos 16 anos, em 1932, começa a trabalhar como salsicheiro e adere quase concomitantemente à Associação dos Trabalhadores de Carnes Verdes e à Federação das Juventudes Comunistas Portuguesas (FJCP) do Partido Comunista Português.

Vilarigues quando foi libertado do Campo de Concentração do Tarrafal em 1940

### Prisões
Em 1934, com 18 anos, é preso pela polícia do Estado Novo e enviado para a Esquadra de São Domingos de Benfica por distribuir propaganda a respeito da libertação e um jovem comunista que havia sido condenado a 20 anos de prisão. Foi transferido para os calabouços do Governo Civil de Lisboa, para a Cadeia do Aljube, e para a prisão de Peniche. A 8 de junho de 1935, ano em que aderiu também ao PCP, é transferido para a Fortaleza de S. João Baptista, e, apesar de já ter ultrapassado o tempo de pena a que havia sido sentenciado, esteve no grupo de prisioneiros que chegaram primeiro ao Campo de Concentração do Tarrafal em outubro de 1936. Em 1940, no âmbito da amnistia dos Centenários, «por coincidir com o monumental momento de propaganda do regime», isto é, a Independência de Portugal em 1140 e a Restauração da Independência em 1640, libertou do campo de concentração do Tarrafal quase quatro dezenas de militantes, entre eles Sérgio Vilarigues, que viria a desempenhar um papel importante na «reorganização» do PCP.

### Clandestinidade
Em 1942, passa a viver clandestinamente. A 1943, é eleito no III Congresso para o Comité Central do PCP. Usou o pseudónimo Amílcar. O Jornal Avante! do PCP declara que «até ao 25 de abril [de 1974] percorreu o País de Norte a Sul, com a responsabilidade de diversas organizações, a primeira das quais o Algarve. Foi ainda responsável por todas as organizações ao sul do Tejo, do Norte e das Beiras. Já no Secretariado, para o qual entrou em 1947, foi responsável por Lisboa, Ribatejo e Região do Oeste». Vilarigues foi responsável pelo Jornal Avante! e o resto da imprensa partidária por 16 anos, entre 1947 e 1972. Devido a «questões de defesa», é enviado para o estrangeiro, voltando a entrar e a sair do país múltiplas vezes, não estando presente no dia da revolução de 25 de abril de 1974.

### Após a revolução
Sendo responsável pela Secção Internacional do Partido, o Secretariado sublinha as suas tarefas «de grande importância e significado histórico», como a proclamação da independência de Angola a 11 de novembro de 1975. Em 1988, sai do Secretariado e da Comissão Política do partido, incorporando apenas a Comissão Central de Controlo do PCP, e em 1996, por vontade própria, sai do Comité Central do Partido. Na atividade partidária, ainda era tratado algumas vezes como o camarada Amílcar. No âmbito das comemorações do seu 90.º aniversário, numa entrevista para o jornal Avante!, à pergunta de que «se para seguir uma luta teve de abdicar de sonhos?» respondeu que:
«Sonhos? Não sei o que isso é. Olha, muitas vezes, fala-se em solidão. Tenho estado anos e anos isolado, a viver sozinho, estive incomunicável, estive castigado e nunca me senti só: lá fora pulsava o coração da classe operária e do Partido. Os meus camaradas acompanharam-me sempre nas situações de isolamento. E aquilo que sou devo-o ao Partido, o Partido não me deve nada».
Segundo o Secretariado, Vilarigues é «um dos mais destacados dirigentes comunistas em mais de oito décadas e meia de história do PCP», e que era «exemplo de relacionamento fraterno e profundamente humano, associado a uma inquebrantável combatividade e firmeza na luta política». Faleceu a 8 de fevereiro de 2007.